# Giro dei Paesi Baschi 2012
Il Giro dei Paesi Baschi 2012, cinquantaduesima edizione della corsa e valevole come nona prova dell'UCI World Tour 2012, si è svolto in sei tappe dal 2 al 7 aprile 2012, per un percorso totale di 834,6 km.  È stato vinto dallo spagnolo  Samuel Sánchez, che ha concluso la corsa in 20h58'15".

## Tappe
| Tappa  | Data     | Percorso                          | km    | Vincitore di tappa | Leader cl. generale |
| ------ | -------- | --------------------------------- | ----- | ------------------ | ------------------- |
| 1ª     | 2 aprile | Güeñes > Güeñes                   | 152   | José Joaquín Rojas | José Joaquín Rojas  |
| 2ª     | 3 aprile | Güeñes > Vitoria-Gasteiz          | 165,7 | Daryl Impey        | José Joaquín Rojas  |
| 3ª     | 4 aprile | Vitoria-Gasteiz > Eibar-Arrate    | 164   | Samuel Sánchez     | Samuel Sánchez      |
| 4ª     | 5 aprile | Eibar > Bera-Ibardin              | 151   | Joaquim Rodríguez  | Joaquim Rodríguez   |
| 5ª     | 6 aprile | Bera > Oñati                      | 183   | Joaquim Rodríguez  | Joaquim Rodríguez   |
| 6ª     | 7 aprile | Oñati > Oñati (cron. individuale) | 18,9  | Samuel Sánchez     | Samuel Sánchez      |
| Totale | Totale   | Totale                            | 834,6 |                    |                     |

## Squadre e corridori partecipanti
Al via si sono presentate venti squadre ciclistiche, tra le quali tutte le diciotto squadre con licenza da UCI ProTeam. Le altre due squadre -  Utensilnord-Named e Caja Rural - rientrano nella categoria Professional Continental.
| N.    | Cod. | Squadra                |
| ----- | ---- | ---------------------- |
| 1-8   | RNT  | RadioShack-Nissan      |
| 11-18 | SKY  | Sky Procycling         |
| 21-28 | MOV  | Movistar Team          |
| 31-38 | VCD  | Vacansoleil-DCM        |
| 41-48 | KAT  | Katusha Team           |
| 51-58 | LIQ  | Liquigas-Cannondale    |
| 61-68 | GEC  | GreenEDGE Cycling Team |
| 71-78 | AST  | Astana Pro Team        |
| 81-88 | ALM  | AG2R La Mondiale       |
| 91-98 | BMC  | BMC Racing Team        |

| N.      | Cod. | Squadra                |
| ------- | ---- | ---------------------- |
| 101-108 | FDJ  | FDJ-BigMat             |
| 111-118 | LAM  | Lampre-ISD             |
| 121-126 | OPQ  | Omega Pharma-Quickstep |
| 131-138 | LTB  | Lotto-Belisol Team     |
| 141-148 | RAB  | Rabobank Cycling Team  |
| 151-158 | GRM  | Team Garmin-Barracuda  |
| 161-168 | SAX  | Team Saxo Bank         |
| 171-178 | EUS  | Euskaltel-Euskadi      |
| 181-188 | CJR  | Caja Rural             |
| 191-198 | UNA  | Utensilnord-Named      |

### Favoriti
Partecipano, tra gli altri, il detentore e plurivincitore Andreas Klöden (oltre all'edizione precedente vinse anche nel 2000) e Chris Horner (vincitore dell'edizione 2010) che risultano tra i principali pretendenti alla corsa, pur correndo entrambi nella RadioShack-Nissan.
I principali favoriti, oltre al già citato Klöden, sono Samuel Sánchez, Fränk Schleck, Juan José Cobo, Alejandro Valverde e Bradley Wiggins.

## Dettagli delle tappe

### 1ª tappa
- 2 aprile: Güeñes > Güeñes – 152 km

Risultati
| Pos. | Corridore          | Squadra         | Tempo    |
| ---- | ------------------ | --------------- | -------- |
| 1    | José Joaquín Rojas | Movistar Team   | 3h57'44" |
| 2    | Wout Poels         | Vacansoleil-DCM | s.t.     |
| 3    | Fabian Wegmann     | Garmin          | s.t.     |

| Pos. | Corridore          | Squadra         | Tempo    |
| ---- | ------------------ | --------------- | -------- |
| 1    | José Joaquín Rojas | Movistar Team   | 3h57'44" |
| 2    | Wout Poels         | Vacansoleil-DCM | s.t.     |
| 3    | Fabian Wegmann     | Garmin          | s.t.     |

### 2ª tappa
- 3 aprile: Güeñes > Vitoria-Gasteiz – 165,7 km

Risultati
| Pos. | Corridore         | Squadra        | Tempo    |
| ---- | ----------------- | -------------- | -------- |
| 1    | Daryl Impey       | GreenEDGE      | 4h10'07" |
| 2    | Allan Davis       | GreenEDGE      | s.t.     |
| 3    | Davide Appollonio | Sky Procycling | s.t.     |

| Pos. | Corridore          | Squadra       | Tempo    |
| ---- | ------------------ | ------------- | -------- |
| 1    | José Joaquín Rojas | Movistar Team | 8h07'51" |
| 2    | Daniele Ratto      | Liquigas      | s.t.     |
| 3    | Fabian Wegmann     | Garmin        | s.t.     |

### 3ª tappa
- 4 aprile: Vitoria-Gasteiz > Eibar – 164 km

Risultati
| Pos. | Corridore         | Squadra    | Tempo    |
| ---- | ----------------- | ---------- | -------- |
| 1    | Samuel Sánchez    | Euskaltel  | 3h58'15" |
| 2    | Joaquim Rodríguez | Katusha    | s.t.     |
| 3    | Chris Horner      | RadioShack | s.t.     |

| Pos. | Corridore         | Squadra    | Tempo     |
| ---- | ----------------- | ---------- | --------- |
| 1    | Samuel Sánchez    | Euskaltel  | 12h06'06" |
| 2    | Chris Horner      | RadioShack | s.t.      |
| 3    | Joaquim Rodríguez | Katusha    | s.t.      |

### 4ª tappa
- 5 aprile: Eibar > Bera-Ibardin – 151 km

Risultati
| Pos. | Corridore         | Squadra        | Tempo    |
| ---- | ----------------- | -------------- | -------- |
| 1    | Joaquim Rodríguez | Katusha        | 3h55'56" |
| 2    | Samuel Sánchez    | Euskaltel      | a 9"     |
| 3    | Sergio Henao      | Sky Procycling | a 12"    |

| Pos. | Corridore         | Squadra    | Tempo     |
| ---- | ----------------- | ---------- | --------- |
| 1    | Joaquim Rodríguez | Katusha    | 16h02'02" |
| 2    | Samuel Sánchez    | Euskaltel  | a 9"      |
| 3    | Chris Horner      | RadioShack | a 21"     |

### 5ª tappa
- 6 aprile: Bera-Ibardin > Oñati – 183 km

Risultati
| Pos. | Corridore          | Squadra   | Tempo    |
| ---- | ------------------ | --------- | -------- |
| 1    | Joaquim Rodríguez  | Katusha   | 4h27'16" |
| 2    | Samuel Sánchez     | Euskaltel | s.t.     |
| 3    | Robert Kišerlovski | Astana    | a 2"     |

| Pos. | Corridore          | Squadra   | Tempo     |
| ---- | ------------------ | --------- | --------- |
| 1    | Joaquim Rodríguez  | Katusha   | 20h29'18" |
| 2    | Samuel Sánchez     | Euskaltel | a 9"      |
| 3    | Robert Kišerlovski | Astana    | a 26"     |

### 6ª tappa
- 7 aprile: Oñati – Cronometro individuale – 18,9 km

Risultati
| Pos. | Corridore      | Squadra      | Tempo  |
| ---- | -------------- | ------------ | ------ |
| 1    | Samuel Sánchez | Euskaltel    | 28'48" |
| 2    | Bauke Mollema  | Rabobank     | a 6"   |
| 3    | Tony Martin    | Omega Pharma | a 7"   |

| Pos. | Corridore         | Squadra   | Tempo     |
| ---- | ----------------- | --------- | --------- |
| 1    | Samuel Sánchez    | Euskaltel | 20h58'15" |
| 2    | Joaquim Rodríguez | Katusha   | a 12"     |
| 3    | Bauke Mollema     | Rabobank  | a 42"     |

## Evoluzione delle classifiche
| Tappa              | Vincitore          | Classifica generale Maglia gialla | Classifica scalatori Maglia a pois | Classifica traguardi volanti Maglia verde | Classifica regolarità Maglia bianca | Classifica squadre     |
| ------------------ | ------------------ | --------------------------------- | ---------------------------------- | ----------------------------------------- | ----------------------------------- | ---------------------- |
| 1ª                 | José Joaquín Rojas | José Joaquín Rojas                | David de la Fuente                 | Davide Mucelli                            | José Joaquín Rojas                  | Vacansoleil-DCM        |
| 2ª                 | Daryl Impey        | José Joaquín Rojas                | David de la Fuente                 | Julián Sánchez Pimienta                   | José Joaquín Rojas                  | GreenEDGE Cycling Team |
| 3ª                 | Samuel Sánchez     | Samuel Sánchez                    | Mads Christensen                   | Mads Christensen                          | José Joaquín Rojas                  | Katusha Team           |
| 4ª                 | Joaquim Rodríguez  | Joaquim Rodríguez                 | Mads Christensen                   | Mads Christensen                          | Samuel Sánchez                      | Katusha Team           |
| 5ª                 | Joaquim Rodríguez  | Joaquim Rodríguez                 | Mads Christensen                   | Marco Pinotti                             | Joaquim Rodríguez                   | Sky Procycling         |
| 6ª                 | Samuel Sánchez     | Samuel Sánchez                    | Mads Christensen                   | Marco Pinotti                             | Samuel Sánchez                      | Katusha Team           |
| Classifiche finali | Classifiche finali | Samuel Sánchez                    | Mads Christensen                   | Marco Pinotti                             | Samuel Sánchez                      | Katusha Team           |

## Classifiche finali

### Classifica generale - Maglia gialla
| Pos. | Corridore              | Squadra        | Tempo     |
| ---- | ---------------------- | -------------- | --------- |
| 1    | Samuel Sánchez         | Euskaltel      | 20h58'15" |
| 2    | Joaquim Rodríguez      | Katusha        | a 12"     |
| 3    | Bauke Mollema          | Rabobank       | a 42"     |
| 4    | Damiano Cunego         | Lampre-ISD     | a 47"     |
| 5    | Tony Martin            | Omega Pharma   | a 54"     |
| 6    | Lars Petter Nordhaug   | Sky Procycling | a 1'03"   |
| 7    | Jean-Christophe Péraud | AG2R La M.     | a 1'07"   |
| 8    | Michele Scarponi       | Lampre-ISD     | a 1'19"   |
| 9    | Chris Horner           | RadioShack     | a 1'27"   |
| 10   | Simon Špilak           | Katusha        | a 1'29"   |

### Classifica scalatori - Maglia a pois
| Pos. | Corridore          | Squadra       | Punti |
| ---- | ------------------ | ------------- | ----- |
| 1    | Mads Christensen   | Saxo Bank     | 35    |
| 2    | David de la Fuente | Caja Rural    | 30    |
| 3    | José Herrada       | Movistar Team | 30    |
| 4    | Evgenij Petrov     | Astana        | 22    |
| 5    | Diego Ulissi       | Lampre-ISD    | 19    |

### Classifica dei traguardi volanti - Maglia verde
| Pos. | Corridore          | Squadra       | Punti |
| ---- | ------------------ | ------------- | ----- |
| 1    | Marco Pinotti      | BMC           | 8     |
| 2    | Mads Christensen   | Saxo Bank     | 8     |
| 3    | Robert Kišerlovski | Astana        | 6     |
| 4    | Michael Albasini   | GreenEDGE     | 5     |
| 5    | José Herrada       | Movistar Team | 5     |

### Classifica regolarità - Maglia bianca
| Pos. | Corridore          | Squadra       | Punti |
| ---- | ------------------ | ------------- | ----- |
| 1    | Samuel Sánchez     | Euskaltel     | 91    |
| 2    | Joaquim Rodríguez  | Katusha       | 80    |
| 3    | José Joaquín Rojas | Movistar Team | 39    |
| 4    | Robert Kišerlovski | Astana        | 37    |
| 5    | Damiano Cunego     | Lampre-ISD    | 36    |

### Classifica a squadre
| Pos. | Squadra           | Tempo     |
| ---- | ----------------- | --------- |
| 1    | Katusha Team      | 63h00'18" |
| 2    | Sky Procycling    | a 2"      |
| 3    | RadioShack-Nissan | a 1'32"   |
| 4    | Movistar Team     | a 1'45"   |
| 5    | AG2R La Mondiale  | a 3'11"   |

## Punteggi UCI
| Pos.             | Corridore              | Squadra        | Punti |
| ---------------- | ---------------------- | -------------- | ----- |
| 1                | Samuel Sánchez         | Euskaltel      | 120   |
| 2                | Joaquim Rodríguez      | Katusha Team   | 96    |
| 3                | Bauke Mollema          | Rabobank       | 75    |
| 4                | Damiano Cunego         | Lampre-ISD     | 62    |
| 5                | Tony Martin            | Omega Pharma   | 52    |
| 6                | Lars Petter Nordhaug   | Sky Procycling | 42    |
| 7                | Jean-Christophe Péraud | AG2R La M.     | 30    |
| 8                | Michele Scarponi       | Lampre-ISD     | 20    |
| 9                | Chris Horner           | RadioShack     | 12    |
| 10               | José Joaquín Rojas     | Movistar Team  | 7     |
| 11               | Daryl Impey            | GreenEDGE      | 6     |
| 12               | Allan Davis            | GreenEDGE      | 4     |
| Wout Poels       | Vacansoleil-DCM        | 4              |       |
| Simon Špilak     | Katusha Team           | 4              |       |
| 15               | Robert Kišerlovski     | Astana         | 3     |
| 16               | Davide Appollonio      | Sky Procycling | 2     |
| Fabian Wegmann   | Garmin                 | 2              |       |
| Sergio Henao     | Sky Procycling         | 2              |       |
| 19               | Daniele Ratto          | Liquigas       | 1     |
| Arthur Vichot    | FDJ-BigMat             | 1              |       |
| Michael Matthews | Rabobank               | 1              |       |
| Vasil' Kiryenka  | Movistar Team          | 1              |       |
| Marco Pinotti    | BMC                    | 1              |       |

| Pos.            | Squadra                          | Punti |
| --------------- | -------------------------------- | ----- |
| 1               | Euskaltel-Euskadi                | 120   |
| 2               | Katusha Team                     | 100   |
| 3               | Lampre-ISD                       | 82    |
| 4               | Rabobank Cycling Team            | 76    |
| 5               | Omega Pharma-Quickstep           | 52    |
| 6               | Sky Procycling                   | 46    |
| 7               | AG2R La Mondiale                 | 30    |
| 8               | RadioShack-Nissan                | 12    |
| 9               | GreenEDGE Cycling Team           | 10    |
| 10              | Movistar Team                    | 8     |
| 11              | Vacansoleil-DCM Pro Cycling Team | 4     |
| 12              | Astana Pro Team                  | 3     |
| 13              | Team Garmin-Barracuda            | 2     |
| 14              | Liquigas-Cannondale              | 1     |
| FDJ-BigMat      | 1                                |       |
| BMC Racing Team | 1                                |       |

| Pos. | Nazione     | Punti |
| ---- | ----------- | ----- |
| 1    | Spagna      | 223   |
| 2    | Italia      | 86    |
| 3    | Paesi Bassi | 79    |
| 4    | Germania    | 54    |
| 5    | Norvegia    | 42    |
| 6    | Francia     | 31    |
| 7    | Stati Uniti | 12    |
| 8    | Sudafrica   | 6     |
| 9    | Australia   | 5     |
| 10   | Slovenia    | 4     |
| 11   | Croazia     | 3     |
| 12   | Colombia    | 2     |
| 13   | Bielorussia | 1     |